# Tipula (Lunatipula) aurita
Tipula (Lunatipula) aurita is een tweevleugelige uit de familie langpootmuggen (Tipulidae). De soort komt voor in het Palearctisch gebied.